# William Trumbull
Sir William Trumbull (8 septembre 1639-14 décembre 1716) est un homme d'État anglais qui occupe de hautes fonctions en tant que membre du First Whig Junto (en).

## Jeunesse
Trumbull est né à Easthampstead Park dans le Berkshire et baptisé le 11 septembre 1639. Il est le fils et héritier de William Trumbull (1594-1668) et petit-fils de William Trumbull, diplomate de la période jacobéenne. Sa mère, Elizabeth Weckerlin (c. 1619-11 juillet 1652), est la fille unique de George Rudolph Weckerlin, secrétaire latin de Charles Ier, roi d'Angleterre. Il reçoit sa première éducation en latin et en français de son grand-père maternel et est envoyé en 1649 à l'école de Wokingham. Il s'inscrit au St John's College d'Oxford le 5 avril 1655, étant inscrit comme gentleman-commoner sous le révérend Thomas Wyatt, et en 1657 est élu membre du All Souls' College d'Oxford, où il reste probablement jusqu'à son mariage en 1670. La même année, il entre au Middle Temple. Il obtient son baccalauréat en droit civil le 12 octobre 1659. Après avoir obtenu son diplôme, il visite la France et l'Italie, où il rencontre plusieurs personnalités distinguées, telles que Lords Sunderland et Godolphin, Algernon Sidney et Henry Compton. En 1664 et 1665, il voyage en compagnie de Sir Christopher Wren et Edward Browne. En 1666, Trumbull retourne à l'université et en 1667, il obtient un doctorat en droit civil.

## Carrière
Il est admis comme avocat au Doctors 'Commons de Londres le 28 avril 1668 et commence à exercer dans les tribunaux ecclésiastiques et d'amirauté. Il y reste pendant les 15 années suivantes, devenant un avocat de grande réputation. Par l'intermédiaire de son beau-père, Sir Charles Cotterell, il est nommé chancelier du diocèse de Rochester en 1671 par son évêque, John Dolben, futur archevêque d'York, et bénéficie beaucoup de « l'amitié et du patronage de ce homme grand et bon ».
En 1683, il est nommé juge-avocat de la flotte par Lord Dartmouth, George Legge, dans une expédition pour évacuer la colonie britannique de Tanger, où il devait être commissaire pour régler les baux des maisons entre le roi et les habitants. Samuel Pepys, qui fait également partie de l'expédition, n'est pas impressionné - "C'est étrange de voir à quel point le Dr Trumbull se montre surpris et troublé par ce nouveau travail de juge-avocat; comment il contre la loi martiale et les questions faibles qu'il me pose à ce sujet." Plus tard, Pepys l'appelle "un homme de l'esprit le plus méchant quant au courage qui soit jamais né".
En 1684, Charles II envisage Trumbull comme un possible secrétaire d'État, mais on lui propose finalement le poste de secrétaire à la guerre en Irlande, qu'il refuse. Néanmoins, il est fait chevalier le 21 novembre 1684 et, le 1er février 1685, nommé greffier des livraisons de l'artillerie. Grâce à la faveur de la famille Trelawny, il entre au Parlement en tant que député de l'arrondissement de Cornouailles d'East Looe 1685–1687 .
Charles II meurt quelques jours plus tard et Trumbull doit renoncer à son poste lorsqu'il est envoyé par Jacques II, contre son gré, comme envoyé extraordinaire en France. Avec le roi Jacques un papiste déclaré et le roi français Louis XIV persécutant ses sujets protestants, Trumbull, un fervent anglican, est un choix étrange pour le poste, étant un adversaire zélé du catholicisme romain, et qui fait beaucoup pour améliorer la condition des protestants anglais en La France après l'Édit de Fontainebleau. En 1686, il est rappelé de Paris et, le 15 octobre, il est nommé par le roi pour être ambassadeur à Constantinople, où il arrive le 17 août 1687. Il reste ambassadeur jusqu'au 31 juillet 1691, date à laquelle il quitte la Turquie. Sir William est gouverneur de la Compagnie de la Baie d'Hudson de 1696 à 1700 et de la Compagnie du Levant de 1696 à 1709.
Le 3 mai 1694, il est nommé commissaire du Trésor, et un an plus tard est nommé conseiller privé et secrétaire d'État pour le département du Nord. Cependant, il est mécontent du poste et le démissionne le 2 décembre 1697. Il se retire alors de la vie publique.
Trumbull est un ami à la fois de John Dryden et d'Alexander Pope. Dryden enregistre, dans le post-scriptum de sa traduction de Virgile, que "si la dernière Énéide brille parmi ses semblables, c'est grâce aux ordres de Sir William Trumbull, qui l'a recommandé comme son favori à mes soins". C'est Trumbull qui, admiratif de la traduction par Pope de l'« Épître de Sarpédon » de l'Iliade, le presse de traduire l'ensemble des œuvres d'Homère, et le « Printemps » de Pope lui est dédié.

## Famille
En 1670, Trumbull épouse Katherine, fille de Charles Cotterell, Maître des Cérémonies. Elle meurt en 1704, sans enfants. En Écosse en octobre 1706, il épouse Judith (décédée en 1724), fille d'Henry Alexander, 4e comte de Stirling. Ils ont deux enfants, Judith (1707-1708) et William (1708-1760).
Trumbull est décédé le 14 décembre 1716. Il est inhumé le 21 décembre à l'église d'Easthampstead. Son monument funéraire dans le transept sud proclame qu'« il a conservé le caractère d'un homme d'État capable ».
Son fils William a une fille unique, qui épouse l'hon. Martin Sandys, deuxième fils de Samuel Sandys, 1er baron Sandys. Elle était ainsi l'ancêtre des derniers Marquis de Downshire.
De nombreuses lettres de Trumbull se trouvent à la British Library et au Record Office de Londres. Trumbull est en bons termes avec Pierre Bayle et est le mentor du jeune Henry St. John, plus tard vicomte Bolingbroke, qui a peut-être rencontré son grand ami, Pope, par l'intermédiaire de Trumbull.